# (34855) 2001 TT30
2001 TT30 (asteroide 34855) é um corpo celeste do Cinturão de Asteroides, localizado entre Marte e Júpiter. Possui uma excentricidade de 0.15254820 e uma inclinação de 6.48457º.
Este asteroide foi descoberto no dia 14 de outubro de 2001 por LINEAR em Socorro.